# 汉书
| 中國二十四史 | 中國二十四史   | 中國二十四史 | 中國二十四史 | 中國二十四史 |
| 次序         | 書名           | 作者         | 作者         |              |
| 次序         | 書名           | 姓名         | 時代         |              |
| ------------ | -------------- | ------------ | ------------ | ------------ |
| 1            | 史记           | 司馬遷       | 西漢         |              |
| 2            | 汉书           | 班固         | 東漢         |              |
| 3            | 后汉书         | 范曄         | 劉宋         |              |
| 4            | 三國志         | 陈寿         | 西晋         |              |
| 5            | 晋书           | 房玄龄等     | 唐           |              |
| 6            | 宋书           | 沈约         | 蕭梁         |              |
| 7            | 南齐书         | 萧子显       | 蕭梁         |              |
| 8            | 梁书           | 姚思廉       | 唐           |              |
| 9            | 陈书           | 姚思廉       | 唐           |              |
| 10           | 魏书           | 魏收         | 北齐         |              |
| 11           | 北齐书         | 李百药       | 唐           |              |
| 12           | 周书           | 令狐德棻等   | 唐           |              |
| 13           | 南史           | 李延寿       | 唐           |              |
| 14           | 北史           | 李延寿       | 唐           |              |
| 15           | 隋书           | 魏徵等       | 唐           |              |
| 16           | 旧唐书         | 刘昫等       | 后晋         |              |
| 17           | 新唐书         | 欧阳修等     | 北宋         |              |
| 18           | 旧五代史       | 薛居正等     | 北宋         |              |
| 19           | 新五代史       | 欧阳修       | 北宋         |              |
| 20           | 宋史           | 脱脱等       | 元           |              |
| 21           | 辽史           | 脱脱等       | 元           |              |
| 22           | 金史           | 脱脱等       | 元           |              |
| 23           | 元史           | 宋濂等       | 明           |              |
| 24           | 明史           | 张廷玉等     | 清           |              |
| 相關         | 東觀漢記       | 劉珍等       | 東漢         |              |
| 相關         | 新元史         | 柯劭忞       | 民國         |              |
| 相關         | 清史稿         | 趙爾巽等     | 民國         |              |
| 相關         | 點校本二十四史 | 顧頡剛等     | 共和國       |              |

《汉书》，又名《前汉书》，中国古代历史著作。东汉班固所著，是中国第一部纪传体断代史。沿用《史记》的体例而略有变更，改「书」为「志」，改「列傳」為「傳」，改「本紀」為「紀」，无「世家」。全书包括纪十二篇，表八篇，志十篇，传七十篇，共一百篇，记载了上自西汉汉高祖元年（前206年），下至新朝地皇四年（23年），共229年历史。《汉书》语言庄严工整，多用排偶，遣辞造句典雅远奥，与《史记》平暢的口語化文字形成鲜明对照。中国纪史方式自《汉书》以后，都仿照其体例，纂修了纪传体的断代史。
自班彪起即以著《漢書》為己任，經過二十餘年努力，班固完成了《漢書》的主要部分。漢和帝永元元年（89年），班固隨從竇憲出擊匈奴，參預謀議。後因事入獄，永元四年死在獄中。時《漢書》還有八表和《天文志》尚未寫成，漢和帝命班昭（曹大家）入東觀藏書閣補作，馬續協助班昭作《天文志》。故《漢書》前後歷經四人之手完成，歷時四十餘年。在《漢書》注疏中，最著名者有唐顏師古注、清王先謙補注。

## 寫作動機
班彪鑒於武帝時，司馬遷著《史記》，止於武帝太初年間，太初以後便闕而不錄。後揚雄、劉歆等雖為綴續，但多鄙俗失真，不足以踵繼《史記》，班彪乃發憤繼續前史，終作成「後傳」（列傳）六十五篇。同時班固以班彪所續前史未詳，因「以彪所續前史未詳，乃潛精研究，欲就其業」，遂本其父所作，潛精研究，續成其書，踵繼先人之業。
班固亦有歌頌漢朝功德之意。《漢書敘傳》中，班固曾述其撰書之旨謂：「雖堯舜之盛，必有典謨之篇，然後揚名於後世，冠德於百王」，故知班固撰《漢書》以頌漢朝之功德。

## 內容體例
《漢書》為中國第一部紀傳體斷代史，《漢書》的記載，上起劉邦被封為漢王元年（西元前206年），下終王莽地皇四年（西元23年），以西漢一朝為主，同時亦囊括了四年楚漢之爭，十五年王莽改制，共二百三十年的史事。全書包括十二「紀」、八「表」、十「志」、七十「列傳」，凡一百篇，共八十餘萬言。至唐代顏師古以《漢書》卷帙繁重，便將篇幅較長者分為上、下卷或上、中、下卷，成為現行本《漢書》一百二十卷。《漢書》中所載漢武帝以前之紀、傳，多用《史記》舊文，武帝以後之史事，則為新撰。汉书虽沿用史记旧文，却补充了大量新的资料，并非完全抄袭。如纪，大量增补了当时的诏令等文献，因此比史记更显得有史料价值。

### 紀
《漢書》中的「紀」共十二篇，是從漢高帝至平帝的編年大事記。雖寫法與《史記》略同，但不稱本紀，如《高帝紀》、《武帝紀》及《平帝紀》等。由於《漢書》始記漢高祖立國元年，故將本在《史記》本纪中的人物如項羽等，改置入傳中；又由東漢不承認王莽之政權，故將王莽置於傳中，貶於傳末。

### 表
《漢書》中的「表」共八篇，多依《史記》舊表而新增漢武帝以後之沿革。前六篇的記載包括漢初同姓諸侯之《諸侯王表》，異姓諸王之《異姓諸侯王表》，高祖至成帝之《功臣年表》等，藉記錄統治階層來達到尊漢的目的。後二篇為《漢書》所增，包括《百官公卿表》和《古今人表》，其中《古今人表》一門，班固把歷史的著名人物，以儒家思想為標準，分為四類九等，表列出來；《百官公卿表》則詳細介紹了秦漢之官制。

### 志
《漢書》中的「志」共分十篇，是專記典章制度的興廢治革。由於《漢書》已用「書」為大題，為免混淆，故改「書」為「志」。
《漢書》十「志」，是在《史記》八「書」的基礎上加以發展而成的：併《史記》的「禮書」、「樂書」為「禮樂志」，「律書」、「曆書」為「律曆志」；改「天官書」為「天文志」，「封禪書」為「郊祀志」，「河渠書」為「溝洫志」，「平準書」為「食貨志」。又新增刑法、五行、藝文、地理四志。其中如《地理志》詳述戰國、秦、漢之領土疆域、建置沿革、封建世系、形勢風俗及高門大族與帝王之奢靡等。《五行志》集有關五行災異之說而編成。但从另一角度看，却保存了大量的自然史资料。《天文志》則保存上古至哀帝元壽年間大量有關星運、日月蝕等天文資料。《刑法志》則概述上古至漢之刑法及點出文、景用刑之重，更指出武帝進用酷吏而導致之惡果。《食貨志》則詳述上古至漢代之經濟發展。《溝洫志》則言上古至漢之水利工程，並言治河之策。各志內容多貫通古今，而不專敘假述西漢一代事蹟。

### 傳
至於《漢書》中的「列傳」共七十篇，仍依《史記》之法，以公卿將相為列傳，亦以時代之順序為主，先專傳，次類傳，再次為邊疆各族傳和外國傳，最後以亂臣賊子王莽傳居末，體統分明。至於傳的篇名，除諸侯王傳外，一律均以姓或姓名標題。《漢書》列傳於文學之士的傳中，多載其人有關學術、政治的文字，如《賈誼傳》載《治安策》；《公孫弘傳》載《賢良策》等，此皆《史記》沒有收錄的。而列傳中的類傳有《儒林》、《循吏》、《游俠》、《酷吏》等，此外又新增《外戚列傳》、《皇后列傳》、《宗室列傳》，此亦為《史記》所沒有的。在四裔方面，有《匈奴》、《西南夷兩粵朝鮮》、《西域》等三傳。「列傳」最後一篇是《敘傳》，述其寫作動機、編纂、凡例等。又「列傳」各篇後均附以「贊」，說明作者對人或事的批評或見解。「列傳」以記載西漢一代為主。「列傳」各篇後均附以「贊」，即仿《史記》篇末「太史公曰」的體例。此外，又仿「太史公自序」之意，作「敘傳」，述其寫作動機、編纂、凡例等。

## 史學地位
《漢書》開創了斷代為書的先河，體例亦為後世所本。蓋自秦漢以來，均為君主專制政體，本朝人往往不敢直評本朝政治，忌諱甚多，而斷代史較合著者之心理，因前朝已亡，評述前朝政事，危疑較少，較易發揮。故《漢書》一出，此後正史均以斷代為史。
另外，《漢書》亦繼承紀傳體優點，此後正史均沿用紀傳體之體例。紀傳體是以人物傳記為中心，雖然各自獨立成篇，但彼此間又互有聯繫，因此全書可以合成一整體。它既能扼要列舉歷史發展的大概，又可以詳細記述有關的史事。既便於查看個別人物活動的情況，又能顧及典章制度的歷史沿革，其優點極多，使紀傳體能為後世史家所採用。
此外，《漢書》亦擴大了歷史研究的領域。《漢書》十「志」，《食貨志》為經濟制度和社會生產狀況提供了豐富的史料；《溝洫志》有系統地敍述了秦漢水利建設；《地理志》是中國第一部以疆域政區為主體的地理著作，開創了後代正史地理志及地理學史的研究；《禮樂》、《郊祀》、《刑法》三志分別記載政治、軍事、法律和有關的典章制度；《五行》、《天文》和《律曆》三志，都是研究古代自然科學的寶貴資料。《藝文志》論述古代學術思想的源流派別及是非得失，是一部極珍貴的古代文化史資料。
同時，班固也開創了目錄學，《藝文志》採用了劉歆《七略》的分法，將古代的學術著作區分為六大類三十八小類，加以論述，使人們對各學術流派的演變與發展，有更清楚的了解。加上，又保留了《七略》的大概面貌，成為人們研究上古至西漢末年旳學術發展演變的重要著作，是中國現存最早的一部圖書目錄及學術文化史。
再言，《漢書》確立了書志體。十「志」規模宏大，記事豐富，對於政治、經濟和思想文化都有較詳細的記載，特別是有關漢化部分更為詳細。書志體始創於《史記》，《漢書》加以發展，後代正史的志，大抵以《漢書》十「志」為依歸。書志體也成為後世典章制度史的編著所模仿，如唐代杜佑《通典》。
另一方面，《漢書》也保存了珍貴的史料，西漢一代有價值的文章，《漢書》幾乎搜羅殆盡。它既襲用《史記》的資料，又新增了不少史料，在收錄人物的同時，多引述其政治、經濟策論，如《賈誼傳》收入《治安策》、《晁錯傳》收入《言兵事書》等。同時，也為史事拾遺補缺，如《蕭何傳》增補了「項羽負約，封沛公於巴蜀為漢王」的史事。
除此之外，《漢書》亦記載少數民族歷史。《漢書》繼承《史記》為少數民族專門立傳的優良傳統，運用新史料將《史記·大宛傳》擴充為《西域傳》，敍述了西域幾十個地區和鄰國的歷史以補充，增補了大量漢武帝以後的史實。這些記載，均是研究亞洲有關各國歷史的珍貴資料。

## 文學風格
《漢書》因受詔作書，文字較為嚴謹，長於敘事與描寫人物，詳贍謹嚴，藝術成就甚高，亦能暴露現實和反映生活。文字則整煉工麗、著重彩藻，用賦家的筆墨撰寫歷史。

## 注疏
自东汉服虔、應劭注《汉书》以来，唐朝颜师古、清朝王先谦双峰并峙，乃《汉书》注家中之巨擘。颜师古在《汉书叙例》列出的注释家有二十二人，有學者指出荀悦似不应列入，荀悦依《左传》体改编《汉书》为《汉纪》，但并未注释《汉书》。王鸣盛推测：“大约晋灼于服、应外，添入伏俨、刘德、郑氏、李斐、李奇、邓展、文穎、张揖、苏林、张晏、如淳、孟康、项昭、韦昭十四家。臣瓒于晋所采外添入刘宝一家。”
| 书名                                                                                   | 作者                       | 中國朝代       | 备注                                                                                                  |
| -------------------------------------------------------------------------------------- | -------------------------- | -------------- | --- |
| 漢紀                                                                                   | 荀悅                       | 東漢           | 《汉书叙例》二十三家                                                                                  |
| 汉书音训                                                                               | 服虔                       | 東漢           | 《汉书叙例》二十三家 《隋书·卷三十三·志第二十八·经籍二》 《新唐书·志第四十八·艺文二》                 |
| 汉书集解音义                                                                           | 應劭                       | 東漢           | 《汉书叙例》二十三家 《隋书·卷三十三·志第二十八·经籍二》 《新唐书·志第四十八·艺文二》                 |
| 汉事                                                                                   | 应奉                       | 東漢           | |
|                                                                                        | 伏儼                       |                | 《汉书叙例》二十三家                                                                                  |
|                                                                                        | 劉德                       |                | 《汉书叙例》二十三家                                                                                  |
|                                                                                        | 鄭氏                       |                | 《汉书叙例》二十三家                                                                                  |
|                                                                                        | 李斐                       |                | 《汉书叙例》二十三家                                                                                  |
|                                                                                        | 李奇                       |                | 《汉书叙例》二十三家                                                                                  |
|                                                                                        | 鄧展                       | 曹魏           | 《汉书叙例》二十三家                                                                                  |
|                                                                                        | 文穎                       | 曹魏           | 《汉书叙例》二十三家                                                                                  |
|                                                                                        | 張揖                       | 曹魏           | 《汉书叙例》二十三家                                                                                  |
|                                                                                        | 蘇林                       | 曹魏           | 《汉书叙例》二十三家                                                                                  |
|                                                                                        | 張晏                       | 曹魏           | 《汉书叙例》二十三家                                                                                  |
|                                                                                        | 如淳                       | 曹魏           | 《汉书叙例》二十三家                                                                                  |
| 汉书音义                                                                               | 孟康                       | 曹魏           | 《汉书叙例》二十三家 《隋书·卷三十三·志第二十八·经籍二》作《汉书孟康音》 《新唐书·志第四十八·艺文二》 |
|                                                                                        | 項昭                       |                | 《汉书叙例》二十三家                                                                                  |
| 汉书音义                                                                               | 韋昭                       | 孫吳           | 《汉书叙例》二十三家 《隋书·卷三十三·志第二十八·经籍二》 《新唐书·志第四十八·艺文二》                 |
| 论前汉事 汉书音                                                                        | 诸葛亮                     | 蜀汉           | 《隋书·卷三十三·志第二十八·经籍二》僅錄《论前汉事》 《新唐书·志第四十八·艺文二》                      |
| 汉书集注 汉书音义                                                                      | 晉灼                       | 西晉           | 《汉书叙例》二十三家 《隋书·卷三十三·志第二十八·经籍二》僅錄《汉书集注》 《新唐书·志第四十八·艺文二》 |
| 汉书驳议                                                                               | 劉寳                       | 西晉           | 《汉书叙例》二十三家 《隋书·卷三十三·志第二十八·经籍二》 《新唐书·志第四十八·艺文二》                 |
| 漢書集解音義                                                                           | 臣瓚（薛瓚）               | 西晉           | 《汉书叙例》二十三家                                                                                  |
| 注司馬相如傳                                                                           | 郭璞                       | 西晉           | 《汉书叙例》二十三家                                                                                  |
| 漢書集解                                                                               | 蔡謨                       | 東晉           | 《汉书叙例》二十三家                                                                                  |
| 漢書音義 漢紀音義                                                                      | 崔浩                       | 後魏           | 《汉书叙例》二十三家 《新唐书·志第四十八·艺文二》                                                     |
| 汉书注                                                                                 | 陆澄                       | 南齐           | 《隋书·卷三十三·志第二十八·经籍二》 《新唐书·志第四十八·艺文二》作《汉书新注》                        |
| 汉书音                                                                                 | 劉顯                       | 萧梁           | 《隋书·卷三十三·志第二十八·经籍二》                                                                   |
| 汉书音                                                                                 | 夏侯咏                     | 萧梁           | 《隋书·卷三十三·志第二十八·经籍二》 《新唐书·志第四十八·艺文二》                                      |
| 汉书续训                                                                               | 韦棱                       | 萧梁           | 《隋书·卷三十三·志第二十八·经籍二》 《新唐书·志第四十八·艺文二》                                      |
| 汉书注                                                                                 | 刘孝标                     | 萧梁           | 《隋书·卷三十三·志第二十八·经籍二》                                                                   |
| 汉书注                                                                                 | 梁元帝                     | 萧梁           | 《隋书·卷三十三·志第二十八·经籍二》                                                                   |
| 汉书训纂 汉书集解 定汉书疑                                                             | 姚察                       | 萧梁           | 《隋书·卷三十三·志第二十八·经籍二》 《新唐书·志第四十八·艺文二》仅录《汉书训纂》                      |
| 汉书通志                                                                               | 佚名                       |                | 《开元占经·卷三十三·荧惑番须女占》引                                                                  |
| 汉书音义                                                                               | 萧该                       | 隋朝           | 《隋书·卷三十三·志第二十八·经籍二》 《新唐书·志第四十八·艺文二》 《漢書補注》引注                     |
| 汉书音                                                                                 | 包恺                       | 隋朝           | 《隋书·卷三十三·志第二十八·经籍二》 《新唐书·志第四十八·艺文二》                                      |
| 汉书叙传                                                                               | 项岱                       |                | 《隋书·卷三十三·志第二十八·经籍二》 《新唐书·志第四十八·艺文二》                                      |
| 汉书决疑                                                                               | 颜游秦                     | 唐朝           | 《新唐书·志第四十八·艺文二》                                                                          |
| 漢書注                                                                                 | 顏師古                     | 唐朝           | |
| 汉疏                                                                                   | 佚名                       |                | 《隋书·卷三十三·志第二十八·经籍二》                                                                   |
| 汉书音义钞                                                                             | 孔文祥                     |                | 《新唐书·志第四十八·艺文二》                                                                          |
| 汉书音义                                                                               | 刘嗣                       |                | 《新唐书·志第四十八·艺文二》                                                                          |
| 汉书律历志音义                                                                         | 阴景伦                     |                | 《新唐书·志第四十八·艺文二》                                                                          |
| 汉书正义                                                                               | 僧务静                     |                | 《新唐书·志第四十八·艺文二》                                                                          |
| 汉书辨惑                                                                               | 李喜                       |                | 《新唐书·志第四十八·艺文二》                                                                          |
| 汉书正名氏义                                                                           | 佚名                       |                | 《新唐书·志第四十八·艺文二》                                                                          |
| 汉书英华                                                                               | 佚名                       |                | 《新唐书·志第四十八·艺文二》                                                                          |
| 漢書纂誤                                                                               | 劉巨容                     | 唐朝           | 《宋史·卷二百零三·志第一百五十六·藝文二》                                                             |
| 兩漢博聞                                                                               | 楊侃                       | 北宋           | |
| 新校前漢書                                                                             | 趙抃                       | 北宋           | 《宋史·卷二百零三·志第一百五十六·藝文二》                                                             |
| 漢書刊誤                                                                               | 余靖                       | 北宋           | 《宋史·卷二百零三·志第一百五十六·藝文二》                                                             |
| 漢書刊誤                                                                               | 張佖                       | 北宋           | 《漢書補注》引注 《宋史·卷二百零三·志第一百五十六·藝文二》                                            |
| 宋景文公筆記                                                                           | 宋祁                       | 北宋           | 《漢書補注》引注                                                                                      |
| 漢書標註                                                                               | 三劉（劉敞、劉攽、劉奉世） | 北宋           | 《漢書補注》引注                                                                                      |
| 漢書刊誤                                                                               | 劉攽                       | 北宋           | 《宋史·卷二百零三·志第一百五十六·藝文二》                                                             |
| 前漢書綱目                                                                             | 富弼                       | 北宋           | 《宋史·卷二百零三·志第一百五十六·藝文二》                                                             |
| 西漢刊誤                                                                               | 佚名                       |                | 《宋史·卷二百零三·志第一百五十六·藝文二》                                                             |
| 補漢兵志                                                                               | 錢文子                     | 南宋           | |
| 班馬字類                                                                               | 婁機                       | 南宋           | |
| 班馬異同                                                                               | 倪思                       | 南宋           | |
| 漢書考正                                                                               | 佚名                       | 南宋           | 清影鈔元至元三年余氏勤有堂刻本                                                                        |
| 兩漢刊誤補遺                                                                           | 吳仁傑                     | 南宋           | 《漢書補注》引注                                                                                      |
| 漢藝文志攷證                                                                           | 王應麟                     | 南宋           | 《漢書補注》引注                                                                                      |
| 汉书评林                                                                               | 凌稚隆                     | 明朝           | |
| 汉书长历考                                                                             | 豬飼彥博                   | 日本江戶時代   | |
| 汉书解 后汉书解                                                                        | 户崎淡园                   | 日本江戶時代   | |
| 汉书考 汉书质疑                                                                        | 恩田维周                   | 日本江戶時代   | |
| 史汉补解                                                                               | 土冢田大峰                 | 日本江戶時代   | |
| 汉书论说                                                                               | 松平定信                   | 日本江戶時代   | |
| 五史要览                                                                               | 古川香山                   | 日本江戶時代   | |
| 十九史略                                                                               | 后藤世钧                   | 日本江戶時代   | |
| 十八史略要蒙                                                                           | 村山隆                     | 日本江戶時代   | |
| 十七史经说                                                                             | 海保渔村                   | 日本江戶時代   | |
| 二十四史类览                                                                           | 平原谨斋                   | 日本江戶時代   | |
| 官本漢書考證                                                                           | 張照                       | 清朝           | 《漢書補注》引注                                                                                      |
| 官本漢書考證                                                                           | 勵宗萬                     | 清朝           | 《漢書補注》引注                                                                                      |
| 官本漢書考證                                                                           | 陳浩                       | 清朝           | 《漢書補注》引注                                                                                      |
| 官本漢書考證 漢書考證                                                                  | 齊召南                     | 清朝           | 《漢書補注》引注                                                                                      |
| 官本漢書考證 漢書蒙拾                                                                  | 杭世駿                     | 清朝           | 《漢書補注》引注                                                                                      |
| 官本漢書考證                                                                           | 張永祚                     | 清朝           | 《漢書補注》引注                                                                                      |
| 日知錄                                                                                 | 顧炎武                     | 清朝           | 《漢書補注》引注                                                                                      |
| 潛邱剳記                                                                               | 閻若璩                     | 清朝           | 《漢書補注》引注                                                                                      |
| 讀書記                                                                                 | 何焯                       | 清朝           | 《漢書補注》引注                                                                                      |
| 經史問答 汉书地理志稽疑                                                                | 全祖望                     | 清朝           | 《漢書補注》引注                                                                                      |
| 十七史商榷                                                                             | 王鳴盛                     | 清朝           | 《漢書補注》引注                                                                                      |
| 二十二史劄記                                                                           | 趙翼                       | 清朝           | |
| 廿二史考異 三史拾遺 三統術衍 三統術鈐                                                  | 錢大昕                     | 清朝           | 《漢書補注》引注                                                                                      |
| 漢書辨疑                                                                               | 錢大昭                     | 清朝           | 《漢書補注》引注                                                                                      |
| 兩漢訂誤                                                                               | 陳景雲                     | 清朝           | 《漢書補注》引注                                                                                      |
| 三統術注                                                                               | 李銳                       | 清朝           | 《漢書補注》引注                                                                                      |
| 新斠注地理志                                                                           | 錢坫                       | 清朝           | 《漢書補注》引注                                                                                      |
| 惜抱軒筆記                                                                             | 姚鼐                       | 清朝           | 《漢書補注》引注                                                                                      |
| 讀書雜志 · 讀漢書雜志                                                                  | 王念孫                     | 清朝           | 《漢書補注》引注                                                                                      |
| 四史發伏                                                                               | 洪亮吉                     | 清朝           | 《漢書補注》引注                                                                                      |
| 地理志校正                                                                             | 段玉裁                     | 清朝           | 《漢書補注》引注                                                                                      |
| 漢學拾遺                                                                               | 劉台拱                     | 清朝           | 《漢書補注》引注                                                                                      |
| 炳燭編                                                                                 | 李賡芸                     | 清朝           | 《漢書補注》引注                                                                                      |
| 銅熨斗齋四史隨筆                                                                       | 沈濤                       | 清朝           | 《漢書補注》引注                                                                                      |
| 讀書叢錄 漢志水道疏證                                                                  | 洪頤煊                     | 清朝           | 《漢書補注》引注                                                                                      |
| 漢書地理志校本                                                                         | 汪遠孫                     | 清朝           | 《漢書補注》引注                                                                                      |
| 漢書地理志補注                                                                         | 吳卓信                     | 清朝           | 《漢書補注》引注                                                                                      |
| 漢書地理志校注                                                                         | 王紹蘭                     | 清朝           | |
| 人表攷証                                                                               | 梁玉繩                     | 清朝           | 《漢書補注》引注                                                                                      |
| 經傳釋詞 經義述聞                                                                      | 王引之                     | 清朝           | 《漢書補注》引注                                                                                      |
| 漢書疏証                                                                               | 沈欽韓                     | 清朝           | 《漢書補注》引注                                                                                      |
| 前漢書注考證                                                                           | 何若瑤                     | 清朝           | 《漢書補注》引注                                                                                      |
| 漢書西域傳補注 漢書地理志集釋                                                          | 徐松                       | 清朝           | 《漢書補注》引注                                                                                      |
| 校正古今人表                                                                           | 翟云升                     | 清朝           | 《漢書補注》引注                                                                                      |
| 漢書注校補                                                                             | 周壽昌                     | 清朝           | 《漢書補注》引注                                                                                      |
| 漢志釋地略 漢志志疑                                                                    | 汪士鐸                     | 清朝           | 《漢書補注》引注                                                                                      |
| 漢書地理志水道圖説                                                                     | 陳澧                       | 清朝           | 《漢書補注》引注                                                                                      |
| 漢西域圖考                                                                             | 李光廷                     | 清朝           | 《漢書補注》引注                                                                                      |
| 舒蓺室隨筆                                                                             | 張文虎                     | 清朝           | 《漢書補注》引注                                                                                      |
| 史漢駢枝                                                                               | 成蓉鏡                     | 清朝           | 《漢書補注》引注                                                                                      |
| 湖樓筆談                                                                               | 俞樾                       | 清朝           | 《漢書補注》引注                                                                                      |
| 漢書疏證                                                                               | 佚名                       | 清朝           | |
| 漢書律曆志正譌                                                                         | 王元啓                     | 清朝           | |
| 汉书正误                                                                               | 王峻                       | 清朝           | |
| 汉书校证                                                                               | 史学海                     | 清朝           | |
| 漢書補注                                                                               | 王先謙                     | 清朝           | |
| 养知书屋文集 养知书屋遗集                                                              | 郭嵩燾                     | 清朝           | 《漢書補注》同時參訂                                                                                  |
| 漢書管見                                                                               | 朱一新                     | 清朝           | 《漢書補注》同時參訂                                                                                  |
| 越縵堂讀史劄記 · 漢書劄記                                                              | 李慈銘                     | 清朝           | 《漢書補注》同時參訂                                                                                  |
| 雲自在龕隨筆                                                                           | 繆荃孫                     | 清朝           | 《漢書補注》同時參訂                                                                                  |
| 汉律辑补 海日楼札丛                                                                    | 沈曾植                     | 清朝           | 《漢書補注》同時參訂                                                                                  |
| 湘绮楼日记                                                                             | 王闓運                     | 清朝           | 《漢書補注》同時參訂                                                                                  |
| 汉书笺识                                                                               | 瞿鴻禨                     | 清朝           | 《漢書補注》同時參訂                                                                                  |
| 汉律辑证 桐华阁文集 桐华阁丛记 读史管见 读史汇记                                       | 杜貴墀                     | 清朝           | 《漢書補注》同時參訂                                                                                  |
|                                                                                        | 王啟原                     | 清朝           | 《漢書補注》同時參訂                                                                                  |
|                                                                                        | 李楨                       | 清朝           | 《漢書補注》同時參訂                                                                                  |
| 郋园读书志 書林清話                                                                    | 葉德輝                     | 清朝           | 《漢書補注》同時參訂                                                                                  |
| 师伏堂日记                                                                             | 皮錫瑞                     | 清朝           | 《漢書補注》同時參訂                                                                                  |
| 春秋繁露义证                                                                           | 蘇輿                       | 清朝           | 《漢書補注》同時參訂                                                                                  |
| 灵华馆丛稿 二陶遺稿                                                                    | 陶憲曾                     | 清朝           | 《漢書補注》同時參訂                                                                                  |
| 二陶遺稿                                                                               | 陶紹曾                     | 清朝           | 《漢書補注》同時參訂                                                                                  |
|                                                                                        | 王文彬                     | 清朝           | 《漢書補注》同時參訂                                                                                  |
|                                                                                        | 王先和                     | 清朝           | 《漢書補注》同時參訂                                                                                  |
|                                                                                        | 王先惠                     | 清朝           | 《漢書補注》同時參訂                                                                                  |
|                                                                                        | 王先恭                     | 清朝           | 《漢書補注》同時參訂                                                                                  |
|                                                                                        | 王先慎                     | 清朝           | 《漢書補注》同時參訂                                                                                  |
| 漢書地理志詳釋                                                                         | 呂調陽                     | 清朝           | |
| 前漢書食貨志注 前漢書藝文志注                                                          | 劉光蕡                     | 清朝           | |
| 漢書藝文志拾補 漢書藝文志條理                                                          | 姚振宗                     | 清朝           | |
| 汉书注校补                                                                             | 周寿昌                     | 清朝           | |
| 汉书补注                                                                               | 王荣商                     | 清朝           | |
| 汉书补注订误                                                                           | 周正权                     | 清朝           | |
| 漢書瑣言 續漢書志瑣言                                                                  | 沈家本                     | 清朝           | |
| 讀漢書蠡述                                                                             | 李澄宇                     | 清朝           | |
| 漢書各外國傳地理考證                                                                   | 丁謙                       | 清朝           | |
| 学古堂日记                                                                             | 雷浚                       | 清朝           | |
| 汉书引经异文录证                                                                       | 缪祐孙                     | 清朝           | |
| 漢書地理志水道圖說補正                                                                 | 吳承志                     | 清朝           | |
| 經籍佚文 · 漢書佚文                                                                    | 王仁俊                     | 清朝           | |
| 汉书考文 续汉书考文 汉书律历志图志解 汉书笔记 汉书注引用书目 十八史略答问 十八史略校本 | 冈本况斋                   | 日本明治时代   | |
| 十八史略校                                                                             | 服部南郭                   | 日本明治时代   | |
| 标纂十八史略校本                                                                       | 雨森精斋                   | 日本明治时代   | |
| 漢書補注                                                                               | 王榮商                     | 中華民國       | |
| 漢書地理志補校                                                                         | 楊守敬                     | 中華民國       | |
| 漢書新證                                                                               | 陳直                       | 中華民國       | |
| 读汉书札记                                                                             | 宁调元                     | 中華民國       | |
| 读汉书札记 汉书补注补正 漢書窺管                                                       | 杨树达                     | 中華民國       | |
| 漢書五行志校疏                                                                         | 梅軍                       | 中華人民共和國 | |

## 評價

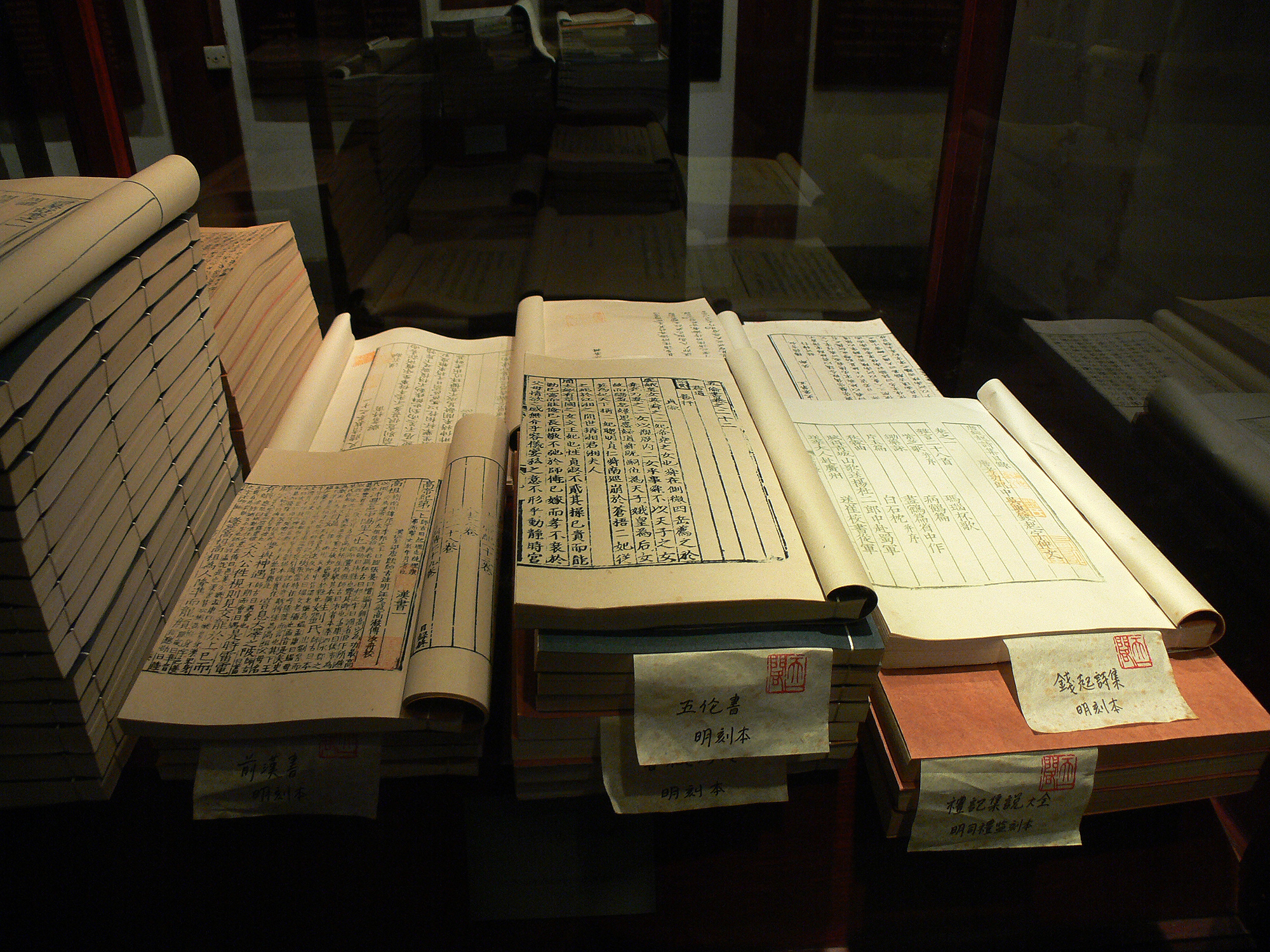
天一阁收藏明刻本《汉书》

後世學者對《史記》、《漢書》的評價大異，或褒《史記》貶《漢書》，或褒《漢書》貶《史記》。唐朝以前比較重視《漢書》，宋朝以後較看重《史記》。
晉人張輔論班固、司馬遷說：「遷之著述，辭約而事舉，敘三千年事唯五十萬言；班固敘二百年事乃八十萬言，煩省不同，不如遷一也。良史述事，善足以獎勸，惡足以監誡，人道之常。中流小事，亦無取焉，而班皆書之，不如二也。毀貶晁錯，傷忠臣之道，不如三也。遷既造創，固又因循，難易益不同矣。又遷為蘇秦、張儀、范睢、蔡澤作傳，逞辭流離，亦足以明其大才。故述辯士則辭藻華靡，敘實錄則隱核名檢，此所以遷稱良史也。」
鄭樵對於《漢書》有過激烈的批評，他認為班固寫史“斷漢為代”，缺乏會通，使古今的聯繫中斷，“……自《春秋》之後，唯《史記》擅製作之規模，不幸班固非其人，遂失會通之旨，司馬遷之門戶自此衰矣。”（《通志》總序）。
另外鄭樵《通志》裡還說：“班固浮華之士，全無學術，專事剽竊。”因為班固寫過《兩都賦》、《幽通賦》的文章，故而說他是“浮華之士”，又說“遷之於固，如龍之於豬，奈何諸史棄遷而用固。劉知幾之徒尊班而抑馬！”（《通志》總序）。
清人章學誠說：“遷書通變化，而班氏守繩墨，以示包括也。就形貌而言，遷書遠異左氏，而班史近同遷書。蓋左氏體直，自為編年之祖；而馬班曲備，皆為紀傳之祖也。推精微而言，則遷書之去左氏也近，而班史之去遷書也遠。蓋遷書體圓用神，多得尚書之遺，班氏體方用智，多得官禮之意也。”

## 内容

### 本紀
1. 高帝紀 - 高帝劉邦
2. 惠帝紀 - 惠帝劉盈
3. 高紀 - 高呂雉（前少帝・後少帝劉弘）
4. 文帝紀 - 文帝劉恒
5. 景帝紀 - 景帝劉啓
6. 武帝紀 - 武帝劉徹
7. 昭帝紀 - 昭帝劉弗陵
8. 宣帝紀 - 宣帝劉詢
9. 元帝紀 - 元帝劉奭
10. 成帝紀 - 成帝劉驁
11. 哀帝紀 - 哀帝劉欣
12. 平帝紀 - 平帝劉衎

### 表
1. 異姓諸侯王表 - 劉氏以外諸侯王
2. 諸侯王表
3. 王子侯表
4. 高惠高后文功臣表
5. 景武昭宣元成功臣表
6. 外戚恩泽侯表
7. 百官公卿表
8. 古今人表

### 志
1. 律历志 - 鄧平的太初历・劉歆的三統历
2. 礼乐志
3. 刑法志
4. 食貨志
5. 郊祀志
6. 天文志
7. 五行志
8. 地理志
9. 溝洫志
10. 艺文志 - 根据劉向的《別録》、劉歆的《七略》写成。

### 列傳
| 列傳名稱                     | 人物或者事情內容 |
| ---------------------------- | --- |
| 1. 陳勝項籍傳                | 陳勝・項籍 |
| 2. 張耳陳餘傳                | 張耳・陳餘 |
| 3. 魏豹田儋韓王信傳          | 魏豹・田儋・韓王信 |
| 4. 韓彭英盧吳傳              | 韓信・彭越・黥布・盧綰・吳芮 |
| 5. 荊燕吳傳                  | 荊王劉賈・燕王劉澤・吳王劉濞 |
| 6. 楚元王傳                  | 楚元王劉交・劉辟彊・劉向・劉歆 |
| 7. 季布欒布田叔傳            | 季布・欒布・田叔 |
| 8. 高五王傳                  | 劉肥・劉如意・劉友・劉恢・劉建 |
| 9. 蕭何曹參傳                | 蕭何・曹參 |
| 10. 張陳王周傳               | 張良・陳平・王陵・周勃 |
| 11. 樊酈滕灌傅靳周傳         | 樊噲・酈商・夏侯嬰・灌嬰・傅寬・靳歙・周緤 |
| 12. 張周趙任申屠傳           | 張蒼・周昌・趙堯・任敖・申屠嘉 |
| 13. 酈陸朱劉叔孫傳           | 酈食其・陸賈・朱建・劉敬・叔孫通 |
| 14. 淮南衡山濟北王傳         | 淮南厲王劉長・衡山王劉賜・濟北貞王劉勃 |
| 15. 蒯伍江息夫傳             | 蒯通・伍被・江充・息夫躬 |
| 16. 萬石衞直周張傳           | 石奮・衛綰・直不疑・周仁・張歐 |
| 17. 文三王傳                 | 梁孝王劉武・代孝王劉參・梁懷王劉揖 |
| 18. 賈誼傳                   | 賈誼 |
| 19. 爰盎晁錯傳               | 袁盎・晁錯 |
| 20. 張馮汲鄭傳               | 張釋之・馮唐・汲黯・鄭當時 |
| 21. 賈鄒枚路傳               | 賈山・鄒陽・枚乗・路溫舒 |
| 22. 竇田灌韓傳               | 竇嬰・田蚡・灌夫・韓安國 |
| 23. 景十三王傳               | 臨江閔王劉榮・河間獻王劉德・臨江哀王劉閼・魯共王劉餘・江都易王劉非・膠西於王劉端・趙敬肅王劉彭祖・中山靖王劉勝・長沙定王劉發・廣川惠王劉越・膠東康王劉寄・清河哀王劉乘・常山憲王劉舜 |
| 24. 李廣蘇建傳               | 李廣・蘇建 |
| 25. 衛青霍去病傳             | 衛青・霍去病 |
| 26. 董仲舒傳                 | 董仲舒 |
| 27. 司馬相如傳               | 司馬相如 |
| 28. 公孫弘卜式兒寬傳         | 公孫弘・卜式・兒寬 |
| 29. 張湯傳                   | 張湯 |
| 30. 杜周傳                   | 杜周 |
| 31. 張騫李廣利傳             | 張騫・李廣利 |
| 32. 司馬遷傳                 | 司馬遷 |
| 33. 武五子傳                 | 戻太子劉據 |
| 34. 嚴朱吾丘主父徐嚴終王賈傳 | 嚴助・朱買臣・吾丘壽王・主父偃・徐樂・嚴安・終軍・王褒・賈捐之 |
| 35. 東方朔傳                 | 東方朔 |
| 36. 公孫劉田王楊蔡陳鄭傳     | 公孫賀・劉屈氂・田千秋・王訢・楊敞・蔡義・陳萬年・鄭弘 |
| 37. 楊胡朱梅雲傳             | 楊王孫・胡建・朱雲・梅福・云敞 |
| 38. 霍光金日磾傳             | 霍光・金日磾 |
| 39. 趙充國辛慶忌傳           | 趙充國・辛慶忌 |
| 40. 傅常鄭甘陳段傳           | 傅介子・常惠・鄭吉・甘延壽・陳湯・段會宗 |
| 41. 雋疏于薛平彭傳           | 雋不疑・疏廣・于定國・薛廣德・平當・彭宣 |
| 42. 王貢兩龔鮑傳             | 王吉・貢禹・龔勝・龔舍・鮑宣 |
| 43. 韋賢傳                   | 韋賢 |
| 44. 魏相丙吉傳               | 魏相・丙吉 |
| 45. 眭兩夏侯京翼李傳         | 眭弘・夏侯始昌・夏侯勝・京房・翼奉・李尋 |
| 46. 趙尹韓張兩王傳           | 趙廣漢・尹翁歸・韓延壽・張敞・王尊・王章 |
| 47. 蓋諸葛劉鄭孫毋將何傳     | 蓋寬饒・諸葛豐・劉輔・鄭崇・孫寶・毋將隆・何並 |
| 48. 蕭望之傳                 | 蕭望之 |
| 49. 馮奉世傳                 | 馮奉世 |
| 50. 宣元六王傳               | 淮陽憲王劉欽・楚孝王劉囂・東平思王劉宇・中山哀王劉竟・定陶共王劉康・中山孝王劉興 |
| 51. 匡張孔馬傳               | 匡衡・張禹・孔光・馬宮 |
| 52. 王商史丹傅喜傳           | 王商・史丹・傅喜 |
| 53. 薛宣朱博傳               | 薛宣・朱博 |
| 54. 翟方進傳                 | 翟方進 |
| 55. 谷永杜鄴傳               | 谷永・杜鄴 |
| 56. 何武王嘉師丹傳           | 何武・王嘉・師丹 |
| 57. 揚雄傳                   | 揚雄 |
| 58. 儒林傳                   | 丁寬・施讎・孟喜・梁丘賀・費直・伏生・歐陽生・林尊・周堪・張山拊・王式・后蒼・胡母生・嚴彭祖・顏安樂・房鳳 |
| 59. 循吏傳                   | 文翁・五成・黃霸・朱邑・龔遂・召信臣 |
| 60. 酷吏傳                   | 郅都・甯成・趙禹・義縱・王溫舒・尹齊・楊仆・咸宣・田廣明・田延年・嚴延年・尹賞 |
| 61. 貨殖傳                   | 白圭・程鄭 |
| 62. 遊俠傳                   | 朱家・田仲・劇孟・郭解・萭章・樓護・陳遵・原涉 |
| 63. 佞幸傳                   | 鄧通・趙談・韓嫣・李延年・石顯・淳于長・董賢 |
| 64. 匈奴傳                   | 匈奴事宜 |
| 65. 西南夷兩粵朝鮮傳         | 西南夷・南粵・閩粵・東海・朝鮮 |
| 66. 西域傳                   | 西域 |
| 67. 外戚傳                   | 外戚：高祖呂皇后・孝惠張皇后・高祖薄姬・孝文竇皇后・孝景薄皇后・孝景王皇后・孝武陳皇后・孝武衛皇后字子夫・孝武李夫人・孝武鉤弋趙婕妤・孝昭上官皇后・衛太子史良娣・史皇孫王夫人・孝宣許皇后・孝宣霍皇后・孝宣王皇后・孝成許皇后・孝成班婕妤・孝成趙皇后・孝元傅昭儀・定陶丁姬・孝哀傅皇后・孝元馮昭儀・中山衛姬・孝平王皇后 |
| 68. 元后傳                   | 王政君 |
| 69. 王莽傳                   | 王莽 |
| 70. 敘傳                     | 班家歷史・班固序文 |

## 延伸阅读
[在维基数据编辑]
 在维基文库阅读本作品原文（ 在维基共享资源阅览影像）
 《欽定古今圖書集成·理學彙編·經籍典·漢書部》，出自陈梦雷《古今圖書集成》
- 柯馬丁：〈漢史之詩：《史記》、《漢書》敘事中的詩歌含義[永久]〉。